# Gallegos de Argañán (kommunhuvudort)
Gallegos de Argañán är en kommunhuvudort i Spanien.   Den ligger i provinsen Provincia de Salamanca och regionen Kastilien och Leon, i den västra delen av landet, 250 km väster om huvudstaden Madrid. Gallegos de Argañán ligger 662 meter över havet och antalet invånare är 359.
Terrängen runt Gallegos de Argañán är platt. Runt Gallegos de Argañán är det mycket glesbefolkat, med 2 invånare per kvadratkilometer. Närmaste större samhälle är Ciudad Rodrigo, 14,7 km öster om Gallegos de Argañán. Omgivningarna runt Gallegos de Argañán är huvudsakligen savann.